# Licourt
Licourt ist eine französische Gemeinde mit 397 Einwohnern (Stand 1. Januar 2022) im Département Somme in der Region Hauts-de-France im Norden von Frankreich. Die Gemeinde gehört zum Kanton Ham und ist Teil des Gemeindeverbandes Est de la Somme.

## Geographie
Die Gemeinde liegt an der Départementsstraße 35 größtenteils südlich der Autoroute A29. Das Gemeindegebiet reicht im Osten bis zum Canal de la Somme.

## Geschichte
Der französische König Ludwig XIV. besuchte 1654 den Ort.
Die Gemeinde erhielt als Auszeichnung das Croix de guerre 1914–1918.

## Einwohner
| 1962 | 1968 | 1975 | 1982 | 1990 | 1999 | 2006 |
| ---- | ---- | ---- | ---- | ---- | ---- | ---- |
| 409  | 422  | 424  | 440  | 401  | 390  | 405  |

## Verwaltung
Bürgermeister (maire) ist seit 2001 Christian Meresse.